# Country Joe and the Fish
Country Joe and the Fish — американская рок-группа, образовавшаяся в 1965 году в Сан-Франциско, Калифорния, исполнявшая психоделический рок с элементами фолка и блюза и прославившаяся своими антивоенными концертами-хэппенингами в разгар вьетнамской войны. Само название группы было составлено из двух политических клише: под прозвищем «Country Joe» в Америке 40-х годов был известен Иосиф Сталин, а «the fish» — отсылка к изречению Мао о том, что истинный революционер «среди крестьян чувствует себя как рыба в воде». Основатель коллектива Джо Макдональд был едва ли не единственным представителем калифорнийской сцены, который сам служил в армии.
В августе 1969 года принимали участие в знаменитом рок-фестивале Вудсток.
Country Joe & the Fish были в числе родоначальников американского психоделического рока и оказали заметное влияние на его развитие, прежде всего, дебютным альбомом Electric Music for the Mind and Body (#39, Billboard 200), материал которого активно раскручивался андеграундными сан-францисскими радиостанциями KSAN и KMPX. Второй и третий альбомы группы поднялись в хит-параде соответственно до ##57 и 23.
Country Joe and The Fish регулярно выступали в залах Fillmore West/East и Avalon Ballroom Чета Хелмса, вместе с Jefferson Airplane, Grateful Dead, Quicksilver Messenger Service, Led Zeppelin и Iron Butterfly. Они с успехом сыграли на двух исторических фестивалях: в Monterey Pop Festival (1967) и Вудстоке (1969). В 1971 году Country Joe & the Fish снялись в вестерне «Zachariah» с Доном Джонсоном в главной роли, затем в фильме Джорджа Лукаса «More American Graffiti» и в «Gas-s-s-s» Роджера Кормана.
После распада Country Joe and The Fish Барри Мелтон образовал The Dinosaurs. Впоследствии он гастролировал с группой, в состав которой входили Питер Албин (экс-Big Brother and the Holding Company) и Джон Чиполлина (Quicksilver Messenger Service, Copperhead). Джо Макдональд выпустил несколько акустических сольных альбомов и несколько раз возрождал группу для отдельных выступлений — в частности, после вторжения США в Ирак.

## Дискография

### EPs
- Talking Issue #1 (Rag Baby, 1965)
- Country Joe and the Fish (1966)

### Альбомы
- Electric Music for the Mind and Body (1967)
- I-Feel-Like-I’m-Fixin'-to-Die (1967)
- Together (1968)
- Here We Are Again (1969)
- CJ Fish (1970)
- Reunion (1977)
- Live! Fillmore West 1969 (1996)

### Компиляции
- Greatest Hits (Vanguard, 1969)
- Life and Times of Country Joe and the Fish (1971)
- Collector’s Items: The First 3 EPs (1980)
- Collected Country Joe and the Fish (1988)